# FreeSync
FreeSync es una tecnología de sincronización adaptiva para pantallas de cristal líquido que soportan una tasa de refresco variable, apuntando a evitar la superposición de imágenes al renderizar en pantalla (screen tearing) y reducir el parpadeo (stuttering) en los fotogramas causada por la desalineación con la tasa de refresco del contenido.
FreeSync fue desarrollado por AMD y anunciado inicialmente en 2014 para competir contra la tecnología propietaria de Nvidia llamada G-Sync. Es libre de regalías (royalty-free), de uso libre, y no tiene penalización de rendimiento.

## Visión general
FreeSync adapta dinámicamente la tasa de refresco de la pantalla a una tasa de fotogramas (frames) variable, lo cual resulta de una carga irregular de la GPU cuando renderiza contenido complejo de videojuegos, así como también de menores fotogramas por segundo (23.97/24/29.97/30 fps) utilizados por ejemplo en contenido de vídeo (películas). Esto ayuda a remover el retraso por tartamudeo (stuttering delay) causado por la interfaz de video al tener que finalizar de renderizar el fotograma actual en la pantalla, y la superposición de fotogramas (screen tearing), provocando que la GPU mande al monitor una imagen nueva cuando aun hay otra que se está dibujando en la pantalla, fenómeno que ocurre cuando la sincronización vertical (vsync) se desactiva. El rango de tasa de refresco soportado por el estándar es 9–240 Hz, a pesar de que los monitores podrían tener límites más estrechos. FreeSync puede ser habilitado automáticamente por plug and play, haciendo más fácil su uso al sistema operativo y al usuario final.
Transiciones entre diferentes tasas de refresco ocurren sin problemas y son indetectables  para el usuario. El mecanismo de sincronización mantiene la interfaz de vídeo a la tasa de reloj de pixel (pixel clock rate) establecida pero dinámicamente ajusta el intervalo vertical (vertical blanking interval). El monitor se mantiene mostrando la imagen actualmente recibida hasta que un nuevo fotograma es presentado al buffer de fotogramas de la tarjeta de vídeo, entonces la transmisión de la nueva imagen comienza inmediatamente. Este simple mecanismo proporciona baja latencia al monitor y una experiencia de visualización fluida, virtualmente libre de tartamudeo, con una menor complejidad de implementación para el controlador de timming (T-CON) y la interfaz del panel de la pantalla. Esta tecnología ayuda también mejorando la vida de la batería al reducir la tasa de refresco del panel cuando no está recibiendo imágenes nuevas.

### Tecnología
El FreeSync original está basado en el DisplayPort 1.2a, utilizando una característica opcional de VESA denominada Adaptive-Sync. Esta prestación fue rediseñada por AMD a partir de una característica de auto-refresco de panel (PSR en inglés) del DisplayPort embebido 1.0, el cual permite a los tableros controlar su propia tasa de refresco con el propósito de ahorrar energía en las portátiles. AMD FreeSync es por lo tanto una solución de hardware–software que usa protocolos públicamente-disponibles para permitir una experiencia de juego fluida, libre de tartamudeo y baja latencia.
FreeSync también ha sido implementado en HDMI 1.2+ como extensión de protocolo. HDMI 2.1+ tiene su propio sistema de tasa de refresco variable.

## FreeSync 2 HDR
En enero 2017, AMD anunció la segunda generación de FreeSync. Los requisitos incluyen eliminar la tasa de fotogramas mínima y establecer un máximo para la latencia en pantalla. FreeSync 2 también dobla el volumen de color con soporte para espacios de colores en wide color gamut e incremento del brillo de pantalla, habilitando el soporte directo de pantallas compatibles con HDR a través del software del controlador de la tarjeta de video. Los metadatos de pantalla DisplayID/EDID para colores primarios y las luminancias máximas/mínimas son usadas para ajustar la etapa de Mapeo tonal cuándo se está escribiendo al buffer de fotogramas, así sacando carga al espacio de color y al procesamiento transfer-function de la administración de color del sistema operativo y el circuito de la interfaz de video, lo cual reduce latencia de salida.

## APUs y GPUs compatibles con FreeSync
Todas las GPUs de AMD desde la segunda iteración de Graphics Core Next soporta FreeSync.
Para las GPUs de Nvidia 10-series, 16-series y 20-series con la versión del controlador GeForce 417.71 o superior soporta FreeSync.
APUs para consola de videojuegos:
- AMD Durango APU en la consola Microsoft Xbox One. (FreeSync)
- AMD Edmondton APU en la consola Microsoft Xbox One S (FreeSync 2.0 con HDR)
- AMD Escorpio APU en la consola Microsoft Xbox One X (FreeSync 2.0 con HDR)